# Нижняя Налдэг
Нижняя Налдэг — река в России, протекает по Троицко-Печорскому району Республики Коми. Устье реки находится в 125 км от устья Северной Мылвы по левому берегу. Длина реки составляет 25 км. В 1 км от устья принимает слева реку Горсъю.
Исток реки в болотах в 55 км к юго-западу от Троицко-Печорска. От истока течёт на юго-восток, затем поворачивает на северо-восток, а перед устьем — вновь на юго-восток. Русло извилистое, всё течение проходит по ненаселённому заболоченному таёжному лесу. Кроме реки Горсъю именованных притоков не имеет. Впадает в Северную Мылву у избы Филимон-Керка в урочище Северная Мылва 1-я.

## Данные водного реестра
По данным государственного водного реестра России относится к Двинско-Печорскому бассейновому округу, водохозяйственный участок реки — Печора от истока до водомерного поста у посёлка Шердино, речной подбассейн реки — Бассейны притоков Печоры до впадения Усы. Речной бассейн реки — Печора.
Код объекта в государственном водном реестре — 03050100112103000059874.